# Gaskammerbrief
Als Gaskammerbrief wird ein von Erhard Wetzel verfasster Briefentwurf bezeichnet, der mit Datum vom 25. Oktober 1941 an den Reichskommissar Ostland Hinrich Lohse nach Riga adressiert ist. Der Brief ist das erste bekannte Dokument, in dem von der beabsichtigten Vernichtung arbeitsunfähiger Juden mittels Gas berichtet wird. Zugleich bezeugt dieses Dokument eine Verbindung zwischen der „Euthanasie-Aktion“, die von der Kanzlei des Führers gesteuert wurde, und dem Massenmord an den Juden (Holocaust).

## Inhalt
Im Betreff des Briefentwurfs bezieht sich Wetzel auf einen Bericht Lohses vom 4. Oktober 1941, der nicht aufgefunden wurde. Dabei ging es offenbar um Beschwerden über  öffentliche Erschießungen von Juden in Wilna, die erhebliches Aufsehen erregt hatten.
Wetzel teilt mit, dass sich Viktor Brack von der Kanzlei des Führers bereit erklärt habe, bei „der Herstellung der erforderlichen Unterkünfte sowie der Vergasungsapparate mitzuwirken.“ Derartige Apparate seien nach Bracks Angaben in erforderlicher Anzahl nicht vorhanden, ihre Herstellung im Reiche sei schwieriger, als sie dort an Ort und Stelle herzustellen. Brack hielte es für zweckmäßig, seinen Chemiker Helmut Kallmeyer mit Hilfskräften nach Riga zu entsenden. Das „in Betracht kommende Verfahren“ sei nicht ungefährlich, so dass besondere Schutzmaßnahmen erforderlich seien.
Wetzel empfahl, sich über den Höheren SS- und Polizeiführer (seinerzeit Hans Prützmann) an Brack zu wenden und um die Entsendung Kallmeyers und weiterer Hilfskräfte zu bitten. Wetzel weist darauf hin, dass Adolf Eichmann einverstanden sei; ihm zufolge sollten in Riga und in Minsk Lager für Juden geschaffen werden, in die eventuell auch Juden aus dem Altreich deportiert werden würden. Im Schreiben heißt es weiter:
„Nach Sachlage bestehen keine Bedenken, wenn diejenigen Juden, die nicht arbeitsfähig sind, mit den Brackschen Hilfmitteln beseitigt werden.“
Auf diese Weise würden dann die kaum zu billigenden Vorgänge, wie sie sich bei den stattgefundenen öffentlichen Erschießungen der Juden in Wilna (Vilnius) zugetragen hätten, nicht mehr möglich sein. Die Arbeitsfähigen würden zum Arbeitseinsatz nach Osten geschafft.

## Historischer Hintergrund
Das Deutsche Reich hatte Polen nach dem Überfall auf Polen (1939) völkerrechtswidrig annektiert. Mit dem Überfall auf die Sowjetunion (22. Juni 1941) begann der Deutsch-Sowjetische Krieg. Bis zur Schlacht um Moskau Ende 1941 kamen die Truppen der Wehrmacht zügig voran.
Der Brief wurde geschrieben, nachdem bereits das Sonderkommando Lange bis zum Sommer 1941 Anstaltspatienten im Reichsgau Wartheland mit Hilfe von Gaswagen ermordet hatte. Erste Gaswagen benutzten reines Kohlenstoffmonoxid aus Gasflaschen und kopierten damit die Methode der NS-Tötungsanstalten – im „Gaskammerbrief“ als „Bracksche-Hilfsmittel“ bezeichnet. Andere Gaswagen, die zum Beispiel im Dezember 1941 in Chelmno eingesetzt wurden, erstickten ihre Opfer durch Motorabgase. Der Vorschlag von Wetzel, anstelle von Gaswagen nunmehr stationäre Gaskammern (im Schreiben als „Unterkünfte“ bezeichnet) zu installieren, wurde jedoch nicht in Riga, sondern kurze Zeit später in den Vernichtungslagern der Aktion Reinhardt umgesetzt. In Belzec wurde anfänglich Kohlenstoffmonoxid aus Gasflaschen eingesetzt, später wurden auf Anweisung von Christian Wirth Motorabgase benutzt, um nicht auf Lieferungen von reinem Kohlenstoffmonoxidgas aus dem BASF-Werk in Ludwigshafen am Rhein angewiesen zu sein.

## Die Quelle
Im Faksimile des als „Geheim“ bezeichneten Dokuments aus Rosenbergs Ostministerium ist ein handschriftlicher Vermerk „Entwurf“ zu erkennen; am Ende des Briefes sind mit Bleistift die Buchstaben „N.d.H.M.“ eingetragen. Im Oktober 1946 wurde diese Abkürzung im Rahmen des Nürnberger Ärzteprozesses als „Nachschrift dem Herrn Minister“ gedeutet – dies wird aber auch als „Nur durch Herrn Minister“ [zu unterschreiben] oder „Name des Herrn Ministers“ verstanden. Im Briefkopf werden als Absender „Der Reichsminister für die besetzten Ostgebiete“ und darunter der „Sachbearbeiter AGR. Dr. Wetzel“ aufgeführt. Adressat ist der „Reichskommissar für das Ostland“, und es wird auf dessen „Bericht vom 4. 10. 1941 bezüglich Lösung der Judenfrage“ Bezug genommen.
Im Nürnberger Ärzteprozess wurde der „Gaskammerbrief“ als Beweisdokument vorgelegt. Der dort genannte Viktor Brack bestritt im Kreuzverhör, diesen und weitere ihn belastende Briefe erhalten zu haben, und gab an, sich nicht an Eichmann oder Wetzel zu erinnern. Adolf Eichmann nahm in den ersten Verhören keine Stellung zum Briefentwurf, äußerte aber die Vermutung: „Vielleicht dass es so war, dass man sich in den Kreisen des Ostministeriums gesagt hat: Das muss eleganter vor sich gehen; das Schießen passte ihnen nicht mehr.“ Aus den Aufzeichnungen Eichmanns während des Prozesses geht hervor, dass sein Verteidiger dem Gericht den Brief in vier Ausführungen vorlegte: einen handschriftlichen Entwurf, einen maschinenschriftlichen Klartext, einen weiteren mit Maschine geschriebenen Entwurf und ein maschinegeschriebenes Schreiben an eine Dienststelle des Ostministeriums (RMfdbO). Alle Versionen sollen nach Eichmann weder eine Unterschrift noch ein Signum tragen. Allerdings ist der von Wetzel angefertigte Entwurf tatsächlich handschriftlich mit dem Signum „Wet“ gezeichnet. Rosenberg, der es zeitlebens vermieden hat, öffentlich mit Gewalttaten in Verbindung gebracht zu werden, hat dieses Dokument indes nicht unterzeichnet. Im Eichmann-Prozess wurden neben dem Gaskammerbrief zwei der Briefentwürfe Wetzels behandelt, um ihre Beweiskraft würdigen zu können. Erhard Wetzel, als möglicher Zeuge angefragt, verweigerte Informationen darüber, da in Deutschland Ermittlungen gegen ihn selbst anhängig seien. Richter Sussmann stellte daraufhin fest, die entscheidende Frage sei nicht, welche Brieffassung die endgültige sei und ob der Brief seinen Empfänger erreicht habe, sondern ob die dort berichtete Unterredung stattgefunden habe.
Wetzel bezeugte dies in einem – später eingestellten – Ermittlungsverfahren der Staatsanwaltschaft Hannover im Jahre 1961 und gab an, er habe Viktor Brack vor Abfassung des Briefes aufgesucht, um mit dessen Auskünften den Bericht Lohses vom 4. Oktober beantworten zu können. Wetzel bestätigte bei seiner Vernehmung nicht nur die wesentlichen Angaben des Dokuments, sondern fügte hinzu: „Brack hatte mir übrigens bei seiner Erklärung gesagt, es handele sich um einen Führerbefehl oder einen Auftrag des Führers.“ Nach der Unterredung mit Brack habe er, Wetzel, ein kurzes Gespräch mit Eichmann geführt und anschließend Otto Bräutigam Bericht erstattet. Dieser habe ihn beauftragt, den Brief an Lohse zu schreiben. Der Historiker Christopher Browning stellt dar, dass Lohse alsbald in Berlin eintraf und „wahrscheinlich persönlich“ von Bräutigam über Bracks Vorschlag informiert wurde. Browning vertritt die Ansicht, der Gaskammerbrief sei deshalb gar nicht abgeschickt worden.

## Zusammenhang und Deutungen
Obwohl der Gaskammerbrief nur in Form eines Entwurfs vorliegt, werden die darin enthaltenen Angaben von keinem namhaften Historiker in Zweifel gezogen: Unübersehbar sind die engen „Zusammenhänge personeller und sachlicher Natur […], die zwischen der sogenannten Euthanasie-Aktion und der späteren Massenvernichtung von Juden bestehen.“
Der langjährige Leiter der Zentralen Stelle Ludwigsburg, Adalbert Rückerl, hatte schon 1979 darauf hingewiesen, dass die Rolle der „Kanzlei des Führers“ bzw. der Zentraldienststelle T4 bei der Vernichtung der Juden erheblich unterbewertet wurde. Nachweisbar wurden mehr als einhundert Personen, die vordem als „bewährte Euthanasiehelfer“ tätig gewesen waren, ab September 1941 in den Osten versetzt. Viele wurden dort maßgeblich bei Vernichtungslagern tätig und meist weiterhin über die „Kanzlei des Führers“ betreut und bezahlt. So war Christian Wirth als Büroleiter in Brandenburg, Grafeneck, Hartheim und Hadamar tätig gewesen, bevor er im Rahmen der „Aktion Reinhardt“ die drei Vernichtungslager Belzec, Sobibor und Treblinka leitete. In diesen Vernichtungslagern wurde ein von „T4“ abgestellter Chemiker eingesetzt. Die Historikerin Sara Berger spricht von einem „T4-Reinhardt-Netzwerk“, von dem mindestens 121 Personen in den Vernichtungslagern tätig wurden.
In der umstrittenen Frage, wann der Völkermord an den Juden beschlossen wurde, greifen die Intentionalisten unter den Historikern oft auf den „Gaskammerbrief“ zurück. Der Historiker Helmut Krausnick hält es für undenkbar, dass ein nachgeordneter Funktionär die Beseitigung arbeitsunfähiger Juden mit den „Brackschen Hilfsmitteln“ ohne Rückfrage bewilligen durfte. Dies könne nur auf einer zuvor von der höchsten Stelle getroffenen Entscheidung beruht haben. Uwe Dietrich Adam hinterfragt die gängigen Deutungen für den offiziellen „Stopp der Aktion T4“: Man könne auch vermuten, dass man nunmehr diese Tötungsspezialisten im Osten dringend brauchte, um den Massenmord in den Vernichtungslagern in Gang zu setzen. Henry Friedlander spricht von einer „Patenschaft der Kanzlei des Führers“, da die „T4-Tötungsspezialisten“ weiter von ihrer alten Dienststelle betreut wurden, als sie schon in den Vernichtungslagern tätig waren.
Andrej Angrick erscheinen die „Verhandlungen um die Errichtung von ortsfesten Massenmordeinrichtungen in Riga“ als ein nicht realisiertes „Planspiel“. Das Schriftstück zeige „eine barbarische Einstellung gegenüber den [aus dem Westen] Verschleppten, die sich von den Mordaktionen gegen einheimische Juden nur noch wenig unterschied.“ Darin seien sich die zivilen Behörden der geplanten Ankunftsorte mit der Gestapo einig gewesen.

## Geheimhaltung
Unübersehbar sind weitere Parallelen zwischen der „Aktion T4“ und der Massenvergasung von Juden: Es wurden „ein komplexes, arbeitsteiliges Verfahren entwickelt, die Täter scheinbar der Verantwortung enthoben und die Geheimhaltung“ des Ablaufs angestrebt.
Das Reichsministerium für die besetzten Ostgebiete (RMfdbO), in welchem Erhard Wetzel unter dem NS-Chefideologen Alfred Rosenberg arbeitete, war – anders als das Reichssicherheitshauptamt der SS (RSHA) – zum Zeitpunkt der Niederschrift des Briefes äußerst darum bemüht, die Ermordung von jüdischen Menschen vor der Öffentlichkeit zu verbergen. Die so genannten „wilden Judenexekutionen“ wurden offenkundig als eine Gefahr für die Legitimität einer neuen Ost-Regierung auf rassenideologischer Grundlage betrachtet, wie sie Rosenberg plante. Ende Oktober 1941 machte Rosenberg in einer Rede vor allen Schulungsleitern der NSDAP klar, dass es sich im Osten praktisch um eine neue Regierung handle und der „verwahrloste Raum in den Schutz des Deutschen Reiches“ gestellt worden sei. Diesen Worten fügte er die Forderung hinzu, das „Gehörte in keinen Fall in öffentlichen Vorträgen zu verwenden.“ Einen Tag später, am 31. Oktober 1941, schrieb Georg Leibbrandt, Hauptabteilungsleiter der politischen Abteilung in Rosenbergs RMfdbO, einen Brief an den „Reichskommissar Ostland in Riga“, also an Hinrich Lohse. Darin ist zu lesen: „Von Seiten des Reichs- und Sicherheitshauptamtes wird Beschwerde darüber geführt, dass der Reichskommissar Ostland Judenexekutionen in Libau untersagt habe. Ich ersuche in der betreffenden Angelegenheit um umgehenden Bericht. Im Auftrag gez. Dr. Leibbrandt. (Abteilungsleiter II).“ In einem Schreiben vom 18. Dezember 1941 wies Otto Bräutigam den Reichskommissar Lohse an, dass wirtschaftliche Belange bei der Judenfrage, nämlich ihrer Liquidierung, unberücksichtigt bleiben sollten. Rosenberg und andere wirkungsmächtige Interessenvertreter konnten ihre Forderung nach einer möglichen Abschottung des Wissens um die Morde vor der Öffentlichkeit durchsetzen. Das Auswärtige Amt legte auf Geheiß Rosenbergs eigens eine „Sondersprachregelung Ost“ fest.

## Quelle
- Bert Hoppe, Hiltrud Glass (Bearb.): Die Verfolgung und Ermordung der europäischen Juden durch das nationalsozialistische Deutschland 1933–1945, Band 7: Sowjetunion mit annektierten Gebieten I – Besetzte sowjetische Gebiete unter deutscher Militärverwaltung, Baltikum und Transnistrien. München 2011, ISBN 978-3-486-58911-5, S. 564 f.